# Viggo Mortensen
Pour les articles homonymes, voir Mortensen.
Viggo Mortensen (en anglais : [ˈviːɡoʊ ˈmɔːrtənsən], en danois : [viːgo ˈmɒːtn̩sn̩]) est un acteur, réalisateur, scénariste, producteur, musicien, photographe, peintre et poète américano-danois, né le 20 octobre 1958 à Watertown, État de New York.
Viggo Mortensen fait ses débuts dans le film Witness (1985), dans lequel il tient un petit rôle. Par la suite, il apparaît notamment dans The Indian Runner (1991), L'Impasse (1993), Portrait de femme (1996), Meurtre parfait (1998) ou Le Choix d'une vie (1999).
Mais c'est la trilogie du Seigneur des anneaux (2001-2003), de Peter Jackson, qui le révèle au monde entier grâce à son incarnation du personnage d'Aragorn. Ses quatre collaborations avec David Cronenberg — A History of Violence (2005), Les Promesses de l'ombre (2007), A Dangerous Method (2011), Les Crimes du futur (2022) — ainsi que ses rôles dans La Route (2009) Loin des hommes (2015) et Captain Fantastic (2016), lui valent une large reconnaissance critique.
En 2020, il réalise son premier film, Falling (2020).

## Biographie

### Jeunesse
Viggo Peter Mortensen Jr. est né à Watertown (État de New York), de père danois et de mère américaine. Sa famille quitte Manhattan quand il a 2 ans. Durant ses premières années, Mortensen déménage avec ses parents au Venezuela, puis au Danemark, et finit par s'installer en Argentine, d'abord dans la province de Córdoba, puis celle du Chaco et, plus tard, à Buenos Aires, où il fait son école primaire et apprend l'espagnol. Il a 11 ans lorsque ses parents divorcent et il retourne alors vivre aux États-Unis, dans le nord de l'État de New York, avec sa mère et ses deux frères.
Après ses études, il fait un séjour de quelques années au Danemark et en Angleterre, puis revient aux États-Unis en 1982. Il apprend l'art dramatique avec Warren Robertson et fait ses débuts sur les planches du théâtre Workshop de New York. Sa passion du théâtre le pousse à créer la pièce de Martin Sherman, Bent, qui remporte un vif succès à Los Angeles et lui vaut un prix de la critique (Dramalogue Critic's Award).

### Progression discrète
Il obtient des rôles dans Swing Shift de Jonathan Demme et La Rose pourpre du Caire de Woody Allen, mais ses scènes sont coupées au montage dans les deux films. Le rôle d'un jeune Amish dans Witness de Peter Weir lui permet de se faire remarquer, mais il se retrouve ensuite cantonné dans des productions de seconde zone, dont Prison et Massacre à la tronçonneuse 3. Il lui faut attendre 1991 pour que Sean Penn, réalisateur, révèle son talent dans The Indian Runner. L'acteur y incarne un ex-taulard revenant du Vietnam, dont le frère tente de canaliser l'extrême violence. C'est sur ce tournage qu'il se lie d'amitié avec Dennis Hopper.
Il apparaît avec David Morse dans le clip Highway Patrolman de Bruce Springsteen.
Mais si les tournages s'enchaînent à bon rythme, Viggo Mortensen ne retrouve pas de rôles aussi marquants. Abonné aux seconds couteaux, notamment dans L'Impasse, Darkly Noon, USS Alabama, Albino Alligator ou encore Portrait de femme, le comédien se retrouve aussi embarqué dans À armes égales, en instructeur brutal de Demi Moore. On l'aperçoit également au bras de Gwyneth Paltrow, épouse volage de Michael Douglas dans Meurtre parfait. Il participe ensuite à un autre « remake », celui de Psychose, sous la direction de Gus Van Sant.

### Révélation et succès (2001-2006)

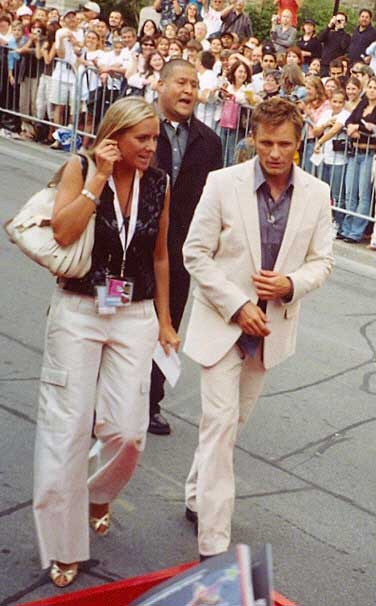
L'acteur au Festival international du Film de Toronto 2005 pour la présentation de A History of Violence.

La révélation critique et commerciale ne se fera qu'au début des années 2000, mais à l'échelle mondiale.
Sa prestation la plus mémorable demeure encore aujourd'hui celle d'Aragorn dans la trilogie du Seigneur des anneaux de Peter Jackson. Il est cité au Screen Actors Guild Award en 2002 avec l'ensemble de la distribution pour ce rôle dans La Communauté de l'anneau, puis à nouveau l'année suivante pour Les Deux Tours. Il retrouve ensuite ce personnage en 2003 pour le dernier chapitre, Le Retour du roi, qui reçoit onze Oscars en 2004.

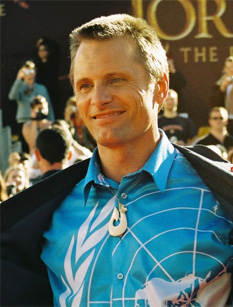
L'acteur à l'avant-première du film Le Seigneur des anneaux : Le Retour du roi en 2003.

En 2004, il joue le rôle de Frank Hopkins dans le film Hidalgo (d'après une histoire vraie), qui raconte l'histoire d'un célèbre cow-boy qui effectue une course d'endurance historique dans le désert d'Arabie.
Par la suite, il travaille sur le film Capitaine Alatriste, sorti en Espagne en 2006 et en France en 2008, où il incarne un soldat, le capitaine Diego Alatriste y Tenorio, dans l'Espagne du Siècle d'or. Ce film à gros budget pour l'Espagne, écrit et réalisé par Agustin Diaz Yanes, est inspiré des romans de l'Espagnol Arturo Pérez-Reverte.

### Confirmation critique (2006-2009)
Il s'éloigne ensuite des grosses productions pour se concentrer sur un cinéma d'auteur : il interprète le personnage de Tom Stall dans le film A History of Violence du réalisateur David Cronenberg. Adaptation d'un roman graphique de John Wagner, le film fait partie de la sélection officielle du Festival de Cannes 2005, avant d'arriver dans les salles françaises en novembre de la même année. En 2007, il continue sa collaboration fructueuse avec David Cronenberg dans Les Promesses de l'ombre. Avec un rôle taillé pour lui, il réalise une prestation remarquable qui lui vaut notamment une nomination aux Oscars 2008.

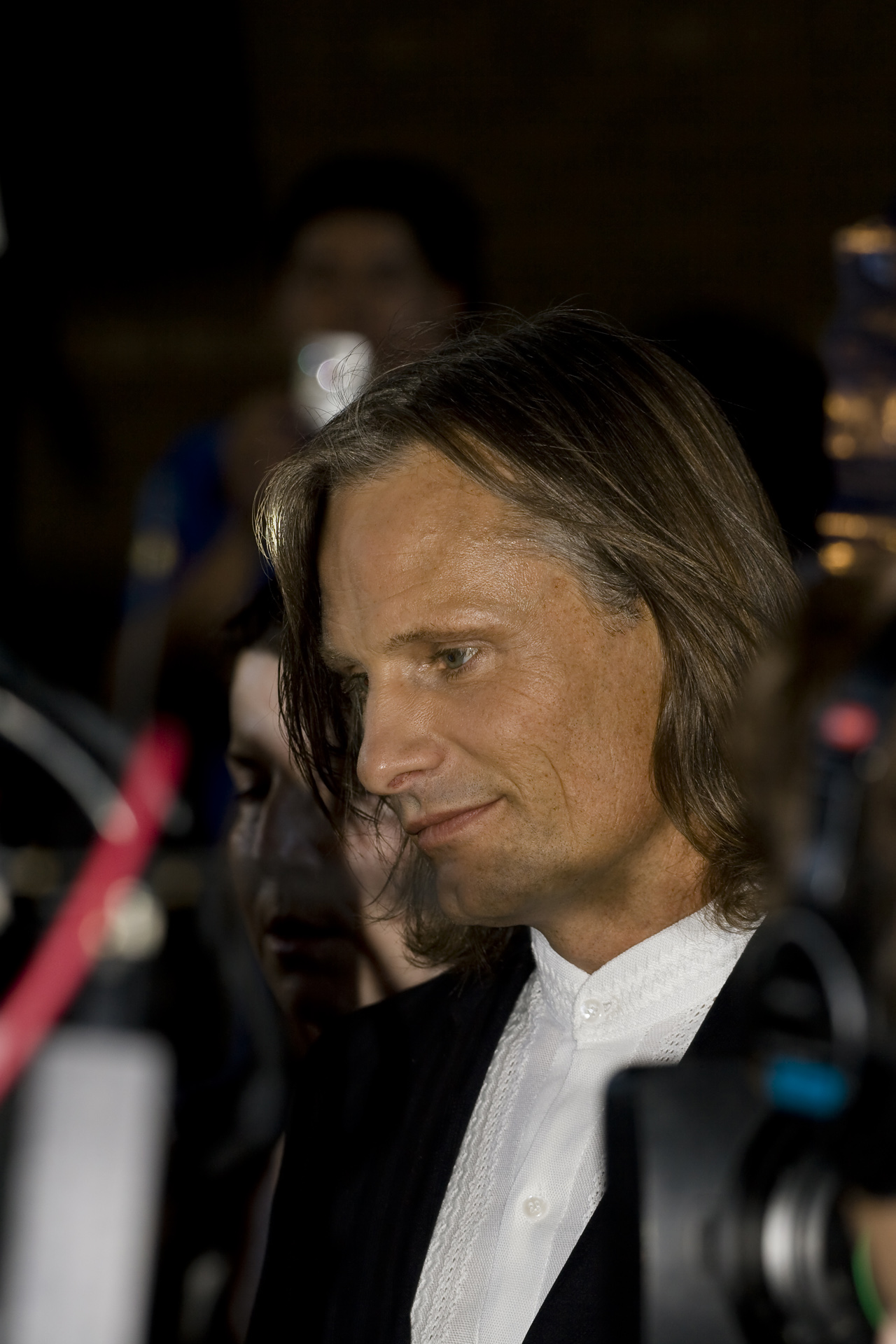
L'acteur au Festival du Film de Toronto 2008, pour la présentation de La Route.

Entre 2007 et 2008, Viggo Mortensen enchaîne trois tournages. Good (titre français : Par-delà le bien et le mal), sous la direction de Vicente Amorim, est une adaptation de la pièce éponyme de C.P. Taylor : aux côtés de Jason Isaacs et Jodie Whittaker, il y est John Halder, professeur d'université allemand pris dans l'engrenage du nazisme. Ce film, présenté à Toronto en septembre 2008, a ensuite connu une sortie limitée aux États-Unis et, au printemps 2009, au Royaume-Uni.
L'acteur retrouve ensuite son partenaire de A History of Violence, Ed Harris, et Renée Zellweger sur le tournage du western Appaloosa dans lequel il incarne Everett Hitch, adjoint du marshal Virgil Cole (Ed Harris, également réalisateur). Le film est présenté en avant-première en septembre 2008 aux festivals de Toronto et de Deauville. Viggo Mortensen enchaîne enfin avec l'adaptation du roman à succès de Cormac McCarthy, The Road (La Route), prix Pulitzer de la Fiction en 2007, sous la direction de l'Australien John Hillcoat, mais il faut attendre l'automne 2009 pour voir le film sortir sur grand écran : l'acteur y joue un père qui, dans un monde post-apocalyptique, s'efforce de protéger son fils contre les dangers qui les entourent et l'emmène, sur les routes d'un pays ravagé, vers le Sud, espérant y trouver de meilleures conditions de vie. Au cours de la même période, il participe également à plusieurs documentaires dont The People Speak, qui raconte l'histoire des États-Unis en donnant la parole aux gens du peuple. Le film est basé sur les travaux de l'historien américain Howard Zinn A People’s History of the United States et Voices of a People’s History, coécrit avec Anthony Arnove.
En 2010, il reprend le chemin des studios pour une troisième collaboration avec David Cronenberg : il incarne Sigmund Freud aux côtés de Michael Fassbender et Keira Knightley dans A Dangerous Method, adaptation de la pièce de Christopher Hampton The Talking Cure qui évoque les relations entre Carl Gustav Jung, Sabina Spielrein et le fondateur de la psychanalyse. Ce rôle lui vaudra de recevoir en mars 2012 le prix Génie de la meilleure interprétation masculine dans un rôle de soutien.

### Cinéma international (années 2010)
Il prend ensuite part à l'adaptation par Walter Salles du roman de Jack Kerouac, Sur la route, sous les traits de Old Bull Lee (William Burroughs).
En 2011, il tourne le premier film de la réalisatrice argentine Ana Piterbarg, Usurpateur, où il joue les rôles de deux frères jumeaux, avant de remonter sur les planches à l'automne au théâtre du Matadero à Madrid en compagnie de Carme Elías pour la pièce d'Ariel Dorfman Purgatorio.

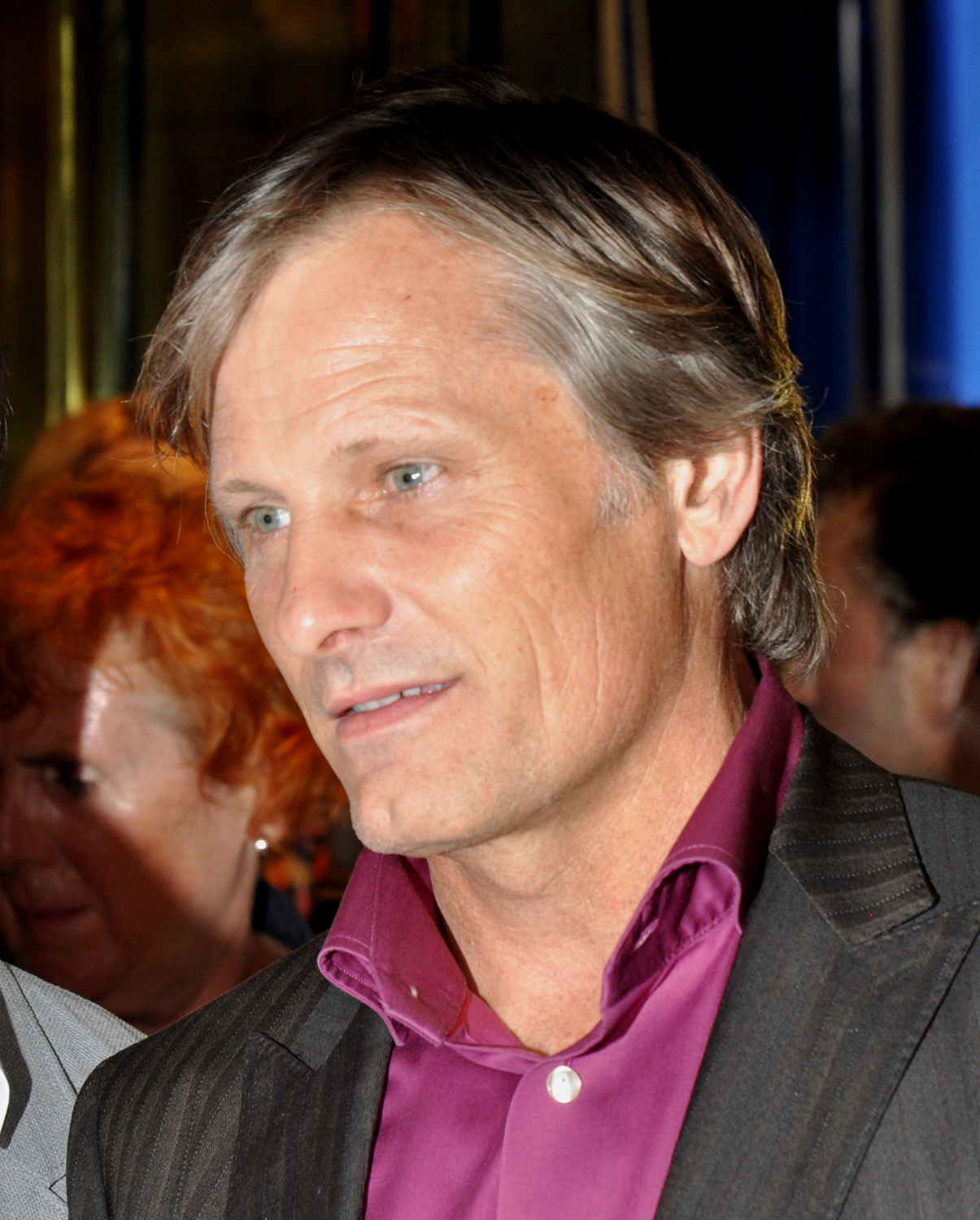
L'acteur au festival du Film de Munich 2015 pour la première de Loin des hommes.

En 2014, il est à l'affiche de trois films : tout d'abord, il partage l'affiche du thriller psychologique de Hossein Amini The Two Faces of January, avec la valeur montante Oscar Isaac et la confirmée Kirsten Dunst. Il porte aussi le western Jauja, écrit et réalisé par Lisandro Alonso. Il donne ensuite la réplique au français Reda Kateb pour le drame historique Loin des hommes.
Il tourne peu, par la suite, mais ses choix sont remarqués : en 2016, il joue le rôle-titre du film indépendant américain Captain Fantastic, pour lequel il est entouré d'une jeune distribution, quasi inconnue. Puis en 2018, il partage l'affiche du drame historique Green Book : sur les routes du Sud de Peter Farrelly avec Mahershala Ali. Le film retrace la tournée réalisée dans les États du Sud en 1962 par le pianiste noir Don Shirley. Mortensen joue le chauffeur et garde du corps d'origine italienne Tony Lip. Ce rôle lui vaut des nominations pour l'Oscar et le BAFTA du meilleur acteur.
Son engagement total dans ces projets modestes l'a contraint à refuser d'autres propositions telles que Les Huit Salopards de Quentin Tarantino, car il préférait être présent aux côtés de chaque réalisateur pendant la distribution et la projection des films lors de différents festivals.

### Passage à la réalisation (années 2020)
En 2020, il passe pour la première fois derrière la caméra pour un drame familial intitulé Falling dans lequel il tient le premier rôle aux côtés de Lance Henriksen et Laura Linney. Le film est présenté au Festival de Sundance.
En 2022, il retrouve à nouveau David Cronenberg pour le film de science-fiction horrifique Les Crimes du futur où il tient l'affiche avec Léa Seydoux et Kristen Stewart. Le film est projeté en compétition pour la Palme d'or au Festival de Cannes.
Début 2025, il est membre du jury international du 15e MyFrenchFilmFestival. 

### Autres activités artistiques
Viggo Mortensen est également poète, peintre — la plupart des peintures que l'on peut voir dans le film Meurtre parfait sont de lui —, photographe et musicien de jazz alternatif. L'acteur crée en 2002 sa propre maison d'édition, « Perceval Press » : elle est spécialisée dans les arts, la poésie et les essais et a notamment pour but de faire découvrir de jeunes artistes encore méconnus. C'est Dennis Hopper qui incite Viggo Mortensen à montrer son travail de photographe et de peintre. Ses œuvres sont présentées à la Track 16 Gallery à Los Angeles (Recent Forgeries, 1998-1999 et Signlanguage, 2002, également présentée en 2003 à la St. Lawrence University, à Canton) et à la Robert Mann Gallery à New York (en 2000, avec Errant Vine, et en 2002). Il expose photos et peintures à la Stephen Cohen Gallery à Los Angeles (Miyelo, 2003 également présentée à Washington en 2004), à la Wellington City Gallery et à la Massey University de Wellington, en Nouvelle-Zélande (Mo Te Upoko-o-te-ika/For Wellington, 2003-2004), au Brandts Museet for Fotokunst d'Odense, au Danemark (Ephëmeris, 2003) ou à la Fototeca de Cuba de La Havane (Un hueco en el sol, 2003). En 2006, Viggo Mortensen expose ses photographies conjointement avec les œuvres du peintre islandais Georg Gudni à la Track 16 Gallery. En 2008, il présente deux expositions de photos : la première, Skovbo, au Musée de Photographie de Reykjavik, en Islande, la seconde, Sådanset, au Palæfløjen de Roskilde, au Danemark.

### Vie privée et engagements
Il est divorcé de Exene Cervenka, chanteuse du groupe punk X (1987-1997), avec laquelle il a un fils, Henry Blake Mortensen, né le 28 janvier 1988. Il a également eu une relation avec Lola Schnabel. Il entretient une relation avec l'actrice espagnole Ariadna Gil.
Il parle anglais, danois, espagnol , français couramment et a de bonnes notions en italien, suédois et norvégien,.
Il a été nommé chevalier de l'ordre du Dannebrog par la reine Margrethe II de Danemark le 16 avril 2010. Il avait précédemment reçu le Red Hen Press' 2005 Literary Award of Excellence, en reconnaissance de sa contribution et de son soutien aux arts littéraires, et le titre de Doctor of Arts, honoris causa, de la part de la St. Lawrence University, Canton en 2006. En mars 2012, il se voit attribuer le 9e Coolidge Award par le Coolidge Corner Theatre de Brookline (Massachusetts), récompense précédemment décernée à Meryl Streep et Jonathan Demme.
Ce passionné de football — le soccer, en Amérique du Nord — est notamment un fervent supporter et ambassadeur du club argentin de San Lorenzo de Almagro (Buenos Aires), dont il porte les couleurs partout dans le monde. Il a en particulier manifesté son soutien en finançant la construction d'une chapelle, inaugurée en avril 2010, sur les installations du club ou en participant à la campagne des supporters pour le retour de San Lorenzo à Boedo, son quartier d'origine. Il est aussi un partisan inconditionnel du club de hockey sur glace les Canadiens de Montréal, une équipe de la LNH. Il affirme qu'il s'est inspiré d'Alekseï Kovaliov pour personnifier son rôle dans le film Les Promesses de l'ombre. Il a même porté le chandail des Canadiens de Montréal lors du tournage de la trilogie du Seigneurs des anneaux, et même révélé ne pas le porter assez souvent. Dans le film La Route, il affirme qu'il est visible. Lors du match du centenaire des Canadiens, le 4 décembre 2009, il était l'invité chargé de présenter Guy Lafleur, une légende du hockey. Il est également le narrateur de la version anglaise du documentaire 100 Years of Glory : The History of the Montreal Canadiens, 1909-2009. Il a de nouveau montré son attachement au club en mars 2012 lorsqu'il a reçu le prix Génie de la meilleure interprétation masculine dans un rôle de soutien pour son interprétation de Sigmund Freud, en déployant le drapeau des Canadiens de Montréal pendant la cérémonie qui se tenait à Toronto.
Engagement politique
En 2016, il a appuyé la candidature de l'écologiste Jill Stein après avoir soutenu Bernie Sanders,,.

## Filmographie

### Cinéma

#### En tant qu'acteur
- 1984 : Swing Shift de Jonathan Demme (coupé au montage)
- 1985 : La Rose pourpre du Caire de Woody Allen (coupé au montage)
- 1985 :  Witness : Témoin sous surveillance de Peter Weir : Moses Hochleitner
- 1987 : Salvation ! de Beth B. : Jerome Stample
- 1988 : Prison de Renny Harlin : Burke/Forsythe Electrocution
- 1988 : Comme un cheval fou de David Anspaugh : Green
- 1990 : Once in a Blue Moon, court métrage de Charley Lang : Delroy
- 1990 : Tripwire de James Lemmo (en) : Hans
- 1990 : Leatherface : Massacre à la tronçonneuse 3 de Jeff Burr : Tex
- 1990 : L'Enfant miroir de Philip Ridley : Cameron Dove
- 1990 : Young Guns 2 de Geoff Murphy : John W. Poe
- 1991 : The Indian Runner de Sean Penn : Frank Roberts
- 1993 : L'Extrême Limite de James B. Harris : Ronnie
- 1993 : Le Rubis du Caire de Graeme Clifford : John E. Faro
- 1993 : Les Jeunes Américains (The Young Americans) de Danny Cannon : Carl Frazer
- 1993 : L'Impasse (Carlito's Way) de Brian De Palma : Lalin
- 1993 : L'Arme blanche (ou American Yakuza) de Frank A. Cappello : Nick Davis / Nick Brandt
- 1994 : Floundering de Peter McCarthy : le SDF
- 1994 : Ewangelia wedlug Harry'ego de Lech Majewski : Wes
- 1994 : The Crew de Carl Colpaert : Phillip
- 1994 : Oh, What A Day, 1914 !, court métrage de Laura Ziskin
- 1995 : Gimlet de José Luis Acosta : Hombre
- 1995 : Le Jour du châtiment de Philip Ridley : Clay
- 1995 : USS Alabama de Tony Scott : lieutenant Peter « Weps » Ince
- 1995 : Black Velvet Pantsuit de William Butler : Worthless Junkie
- 1995 : La Prophétie de Gregory Widen : Lucifer
- 1996 : Portrait de femme (The Portrait of a Lady) de Jane Campion : Caspar Goodwood
- 1996 : Albino Alligator de Kevin Spacey : Clay
- 1996 : Daylight de Rob Cohen : Roy Nord
- 1997 : À armes égales (G.I. Jane) de Ridley Scott : maître-chef Jack Urgayle
- 1997 : La pistola de mi hermano (es) de Ray Loriga : Juanito
- 1998 : Meurtre parfait de Andrew Davis : David Shaw
- 1998 : Psycho de Gus Van Sant : Samuel Loomis
- 1998 : La Ligne rouge de Terrence Malick : coupé au montage
- 1999 : Le Choix d'une vie de Tony Goldwyn : Walker Jerome
- 2000 : 28 Jours en sursis de Betty Thomas : Eddie Boone
- 2001 : Le Seigneur des anneaux : La Communauté de l'anneau de Peter Jackson : Aragorn
- 2002 : Le Seigneur des anneaux : Les Deux Tours de Peter Jackson : Aragorn
- 2003 : Le Seigneur des anneaux : Le Retour du roi de Peter Jackson : Aragorn
- 2004 : Hidalgo de Joe Johnston : Frank Hopkins
- 2005 : A History of Violence de David Cronenberg : Tom Stall / Joey Cusack
- 2005 : Capitaine Alatriste de Agustín Díaz Yanes : Diego Alatriste y Tenorio
- 2007 : Les Promesses de l'ombre (Eastern Promises) de David Cronenberg : Nikolai Luzhin
- 2008 : Slacker Uprising, documentaire de Michael Moore : lui-même
- 2008 : Appaloosa de Ed Harris : Everett Hitch
- 2008 : Par-delà le bien et le mal de Vicente Amorim : John Halder
- 2009 : La Route de John Hillcoat : le père
- 2009 : Reclaiming the Blade, documentaire de Daniel McNicoll : lui-même
- 2009 : The People Speak, documentaire de Tony Sacco : lui-même
- 2009 : El camino del Cóndor, documentaire de Christian Holler : narrateur
- 2009 : 100 Years of Glory: The History of the Montreal Canadiens, documentaire : narrateur
- 2010 : Disappointment Valley... A Modern Day Western, documentaire de James Anaquad-Kleinert : lui-même
- 2011 : A Dangerous Method de David Cronenberg : Sigmund Freud
- 2011 : Sur la route de Walter Salles : Old Bull Lee
- 2012 : Usurpateur d'Ana Piterbarg : Agustín / Pedro
- 2014 : The Two Faces of January de Hossein Amini : Chester MacFarland
- 2014 : Loin des hommes de David Oelhoffen : Daru
- 2014 : Jauja de Lisandro Alonso : Gunnar Dinesen
- 2016 : Captain Fantastic de Matt Ross : Ben
- 2018 : Green Book : Sur les routes du Sud (Green Book) de Peter Farrelly : Tony Lip
- 2020 : Falling de lui-même : John Peterson
- 2022 : Les Crimes du futur (Crimes of the Future) de David Cronenberg : Saul Tenser
- 2022 : Treize Vies (Thirteen Lives) de Ron Howard : Rick Stanton
- 2023 : Eureka de Lisandro Alonso : Murphy
- 2023 : Jusqu'au bout du monde (The Dead Don't Hurt) de lui-même : Holger Olsen

#### En tant que réalisateur
- 2020 : Falling
- 2023 : Jusqu'au bout du monde (The Dead Don't Hurt)

#### En tant que scénariste
- 2020 : Falling de lui-même
- 2023 : Jusqu'au bout du monde (The Dead Don't Hurt) de lui-même

#### En tant que producteur
- 2012 : Usurpateur de Ana Piterbarg
- 2014 : Loin des hommes de David Oelhoffen (coproducteur)
- 2014 : Jauja de Lisandro Alonso
- 2020 : Falling de lui-même
- 2023 : Jusqu'au bout du monde (The Dead Don't Hurt) de lui-même

### Télévision
- 1984 : George Washington de Buzz Kulik : lieutenant LeBoeuf
- 1985 : C'est déjà demain de Agnes Nixon et Roy Winsor : Bragg
- 1987 : Miami Vice, épisode Red Tape (3.19) : Eddie Trumbull
- 1997 : Vanishing Point de Charles Robert Carner : Jimmy Kowalski

## Ludographie
- 2002 : Le Seigneur des anneaux : Les Deux Tours : Aragorn (voix originale)[25]
- 2003 : Le Seigneur des anneaux : Le Retour du roi : Aragorn (voix originale)
- 2004 : Le Seigneur des anneaux : Le Tiers-Âge : Aragorn (voix originale)
- 2010 : Le Seigneur des anneaux : La Quête d'Aragorn : Aragorn (voix originale)[26]
- 2012 : Lego Le Seigneur des anneaux : Aragorn (voix originale)[27]

## Écrits
- 1993 : Ten Last Night : Son premier recueil de poésie. Édition limitée. Les poèmes ont en majorité été repris dans les livres postérieurs.
- 1998 : Recent Forgeries : Recueil de photographies, peintures et poèmes couvrant la première exposition solo de l'artiste. Il est accompagné d'un cd de musique et de poésie. Introduction par Dennis Hopper.
- 1999 : One Man's Meat : Édition limitée du catalogue d'une exposition qui s'est tenue au Beyond Baroque Literary Arts Center de Venice, du 28 janvier au 6 mars 1999.
- 2000 : Errant Vine : Édition limitée du catalogue d'une exposition qui s'est tenue à la galerie Robert Mann de New-York, du 24 mars au 13 mai 2000.
- 2002 : Hole in the Sun : Photographies.
- 2002 : Coincidence of Memory : Recueil de photographies, peintures et poèmes couvrant la période 1978-2002.
- 2002 : SignLanguage : Catalogue de l'exposition SignLanguage combinant photographies et peintures. Introduction par Kevin Power.
- 2003 : 45301 : Livre de photographies abstraites.
- 2003 : Mo te upoke-o-te-ika/For Wellington : Livre de photographies accompagnant les expositions conjointes à la Massey University et à la City Gallery de Wellington (Nouvelle-Zélande)
- 2003 : Un Hueco En El Sol : Petit livret en espagnol accompagnant l'exposition Un Hueco En El Sol (Fototeca de Cuba, La Havane, 6 mai-5 juin 2003). Introduction de Nelson Ramirez de Arellano.
- 2003 : Miyelo : Photographies panoramiques d'une Ghost Dance des Indiens Lakota, accompagnées de contributions de différents auteurs.
- 2003 : Nye Falsknerier : Poèmes extraits de précédents recueils et traduits en danois et peintures.
- 2004 : The Horse is Good : Photographies. Une grande partie a été prise sur le tournage du film Hidalgo.
- 2005 : Linger : Dans cet ouvrage, l'artiste combine photographies en noir et blanc et poèmes en prose. Images d'Espagne, du Maroc, du Danemark, d'Islande, des États-Unis...
- 2006 : I Forget You Forever : Textes et photographies.
- 2008 : Skovbo : Recueil de photographies, poèmes (en anglais, espagnol et danois) et citations. Dédié à Howard Zinn et Dennis Kucinich, ce livre est lié à l'exposition Skovbo (Musée de la Photographie de Reykjavik, Islande, 31 mai - 7 septembre 2008).
- 2008 : Sådanset : Petit livret de photographies publié parallèlement à l'exposition Sådanset (18 octobre - 16 novembre 2008) au Palæfløjen de Roskilde (Danemark).
- 2010 : Canciones de Invierno - Winter Songs : L'artiste y a rassemblé des photographies et des poèmes, présentés à la fois en espagnol et en anglais : ce sont de nouveaux textes ou des traductions de poèmes plus anciens et retravaillés pour cet ouvrage. Les photographies de paysages qui les accompagnent ont été prises au cours des deux hivers précédents.
- 2017 : Ramas para un nido : Ce livre regroupe des photos prises en utilisant différents appareils photos et différentes techniques. Il est dédié à ses frères et à son père.
- 2019 : Lo que no se puede escribir : Un recueil de poésies en espagnol accompagnés de photos en noir et blanc prises en 2018.

Par ailleurs, Viggo Mortensen est l'auteur de la préface des ouvrages suivants :
- Jude Fisher, The Two Towers Visual Companion, 2002
- Marcel Dzama, The Berlin Years, 2003
- Eric White, It Feeds Itself, 2003
- The Best American Nonrequired Reading, éd. Dave Eggers, 2004
- David Queille, John Howe : Artbook, 2004
- Strange Familiar : The Work of Georg Guðni, 2005

Il a également contribué à :
- Projections 4 : Films-makers on Film-making, 1995 (Texte et poème : Missing Sandy Dennis et For Sandy Dennis)
- Twilight of Empire : Responses to Occupation, 2003 (Texte : Back To Babylon)
- Stanley Milstein, Furlough 55 : Photographs by Stanley Milstein, 2005 (Dialogue avec Hugh Milstein durant les étapes de création de l'ouvrage)
- Chromosomes : a project by David Cronenberg, 2008 (Catalogue de l'exposition éponyme qui s'est tenue à Rome en 2008 ; texte : Dream Structures)

Certains de ses poèmes, précédemment publiés dans Coincidence of Memory, figurent également dans l'anthologie The Spoken Word Revolution (slam, hip hop & the poetry of a new generation), éd. Mark Eleveld, 2003. D'autres ont d'abord été publiés dans des revues comme Red Dancefloor (2, 1991), Exit 13 Magazine (4, 1992) ou Santa Monica Review (printemps 1993).

## Discographie
Viggo Mortensen mélange souvent poésie et musique sur ses albums. Il collabore fréquemment avec le guitariste Buckethead.
- 1994 : Don't Tell Me What to Do
- 1997 : One Less Thing to Worry About
- 1998 : The Other Parade (réédité en 2003)
- 1999 : Live at Beyond Baroque : double cd ; enregistrement d'un récital de poésie réunissant Viggo Mortensen, Exene Cervenka, Tom Patchett, Karen Finley et Jerry Stahl le 4 mars 1999 au Beyond Baroque Literary Arts Center de Venice.
- 1999 : One Man's Meat
- 2003 : Pandemoniumfromamerica
- 2004 : This, That and the Other : compilation de morceaux remastérisés extraits de 5 précédents albums et de 3 nouveaux titres.
- 2004 : Live at Beyond Baroque 2 : double cd enregistré au Beyond Baroque Literary Arts Center le 15 novembre 2003. Réunit, outre Viggo Mortensen, Mark Eleveld, Marvin Bell, Mike McGee, Patricia Smith, Luis J. Rodriguez, Saul Williams, Regie Gibson.
- 2004 : Please Tomorrow
- 2005 : Intelligence Failure
- 2006 : 3 Fools 4 April : cd et dvd d'un récital de poésie donné le 1er avril 2006 au Beyond Baroque Literary Arts Center en compagnie d'Henry Mortensen et de Scott Wannberg.
- 2007 : Time Waits For Everyone
- 2008 : At All
- 2010 : Canciones de Invierno : l'artiste alterne la lecture, en espagnol, de poèmes issus du livre Canciones de Invierno - Winter Songs et 9 morceaux de piano.
- 2011 : Reunion : album instrumental avec le guitariste Buckethead.
- 2018 : Godzilla Sleeps Alone : album instrumental avec le guitariste Buckethead.

Il a également contribué à :
- Myth: Dreams of The World: Stories of The Greek and Roman Gods and Goddesses, 1996
- The New Yorker Out Loud, vol 2, 1998 : lecture de On the Road Journals de Jack Kerouac

## Distinctions

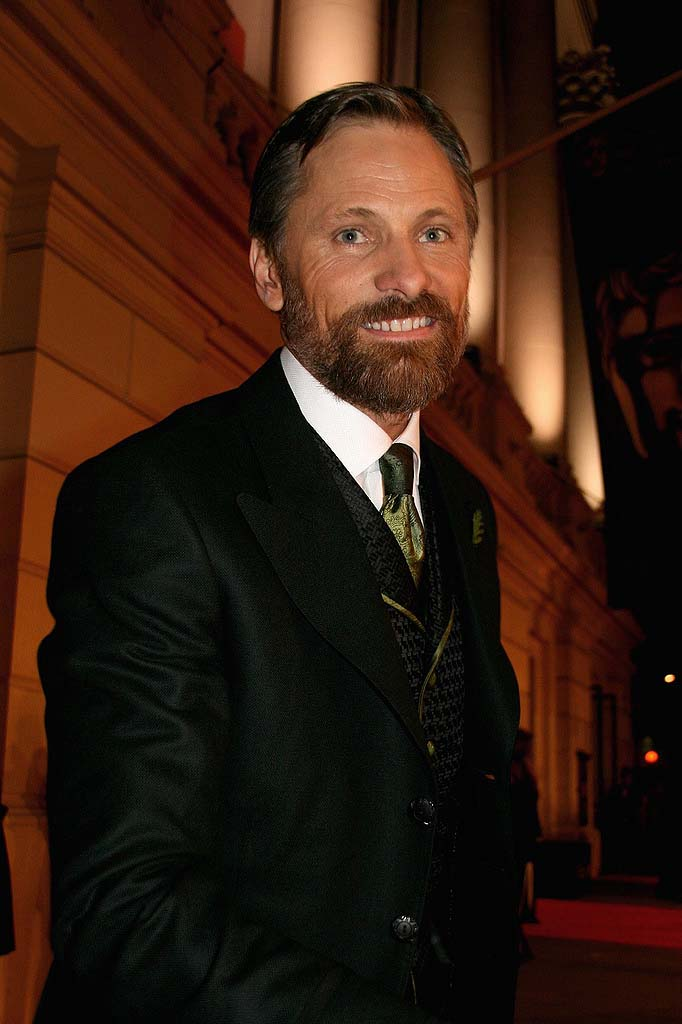
L'acteur aux BAFTAS 2008, nommé pour Les Promesses de l'ombre (2007).

## Voix francophones
En France, plusieurs comédiens se sont succédé pour doubler Viggo Mortensen à ses débuts. Seul Éric Herson-Macarel l'a doublé à plusieurs reprises, dans les films The Young Americans et L'Extrême Limite en 1993 ainsi que dans Psycho en 1998. Durant la même période, il a été doublé par François Leccia dans Prison, Luc Bernard dans Comme un cheval fou, Gérard Berner dans Leatherface : Massacre à la tronçonneuse 3, Michel Paulin dans Young Guns 2, José Luccioni dans The Indian Runner, Dominique Collignon-Maurin dans Le Rubis du Caire, Philippe Vincent dans L'Impasse, Pierre Laurent dans L'Arme blanche, Renaud Marx dans USS Alabama, Antoine Tomé dans Daylight, Éric Legrand dans Albino Alligator et par Edgar Givry dans À armes égales.
Depuis Meurtre parfait en 1998, Bernard Gabay est sa voix régulière. Il le retrouve notamment dans la trilogie Le Seigneur des anneaux, A History of Violence, Appaloosa, La Route, Green Book : sur les routes du sud ou encore Falling.
En parallèle, Patrick Laplace le double à trois reprises dans Le Choix d'une vie en 1999, 28 jours en sursis en 2000 et Par-delà le bien et le mal en 2008, tandis que Gabriel Le Doze le double dans A Dangerous Method en 2011 et Loïc Houdré dans Captain Fantastic en 2016.
Au Québec, Pierre Auger est la voix québécoise régulière de l'acteur. Gilbert Lachance le double dans Le Point Critique, Louis-Philippe Dandenault dans Pleine Lune à Woodstock et Jacques Lavallée dans Marée Rouge
- Versions françaises :
  - Bernard Gabay dans Meurtre parfait, trilogie Le Seigneur des anneaux, Hidalgo, A History of Violence, Green Book : Sur les routes du sud, etc.

- Versions québécoises (la liste indique les titres québécois) :
  - Pierre Auger dans Une méthode dangereuse, A History of Violence, Promesses de l'ombre, Hidalgo, Le livre de Green, etc.